# الدناوية
قرية الدناوية هي إحدى القرى التابعة لمركز العياط في محافظة الجيزة في جمهورية مصر العربية. حسب إحصاءات سنة 2006، بلغ إجمالي السكان في الدناوية 5221 نسمة، منهم 2798 رجل و2423 امرأة.